# كارولي ناغي
كارولي ناجي (بالمجرية: Nagy Károly)‏ (و. 1936 – 2015 م) هو لاعب كرة قدم مجري، ولد في بودابست، مركز لعبه هو جناح ‏، توفي عن عمر يناهز 79 عاماً.